# 首爾空軍基地
首爾空軍基地 (又名K-16 空軍基地、首爾機場、城南空軍基地)是位於韓國城南市的一個軍用機場。地理位置鄰近韓國首都首爾。機場的19和20跑道設有儀表着陸系統。

## 歷史
前身為朝鮮日治時期興建的汝矣島飛行場 (韓語：여의도 비행장)，由日本陸軍航空兵使用。

### 韓戰
韓戰期間，汝矣島機場被美國空軍徵用，編號K-16。
駐場美國空軍單位包括：
- 第35截擊機大隊（英语：35th Operations Group），裝備P-51戰鬥機，1951年4月8日起進駐[3]。
- 第3航空救援中隊（英语：3rd Air Rescue Squadron）F分隊，裝備西科斯基 H-5，1950年10月19日起進駐。
- 第2157航空救援中隊，裝備H-19契克索直升機。

### 戰後
汝矣島空軍基地於1970年代停用，駐軍搬遷至位於京畿道新村洞的新機場，命名為首爾空軍基地 (Seoul Air Base)。
搬遷後，韓國空軍第15特別任務聯隊以此為基地。此外，美國陸軍第2步兵師第2航空團也駐守此基地，並裝備UH-60黑鷹直升機。
每兩年一度的首爾軍警防務展覽會(Seoul ADEX)也在此舉行。
同時，這個機場也是韓國總統、外國元首和政府要員的專用機場。

## 飛行安全問題
韓國媒體《時事新聞》進行的調查結果指出，86%的軍機飛行員和航空交通管制員認為位於蠶室洞，樓高555米，計劃興建的樂天世界塔位於降落此機場的航道上，影響此機場的飛行安全，因此反對興建計劃。
最終，在重建機場設施以規避大樓選址後，時任韓國總統李明博批准了樂天世界塔的興建計劃。